# Puerto Rico en los Juegos Paralímpicos de Atenas 2004
Puerto Rico estuvo representado en los Juegos Paralímpicos de Atenas 2004 por dos deportistas, un hombre y una mujer.

## Medallistas
El equipo paralímpico puertorriqueño obtuvo las siguientes medallas:
| Nombre         | Deporte   | Evento                 |
| -------------- | --------- | ---------------------- |
| Oro            |           |                        |
| —              |           |                        |
| Plata          |           |                        |
| —              |           |                        |
| Bronce         |           |                        |
| Alexis Pizarro | Atletismo | Jabalina F58 masculino |